# Ludwigstraße 9 (Mönchengladbach)

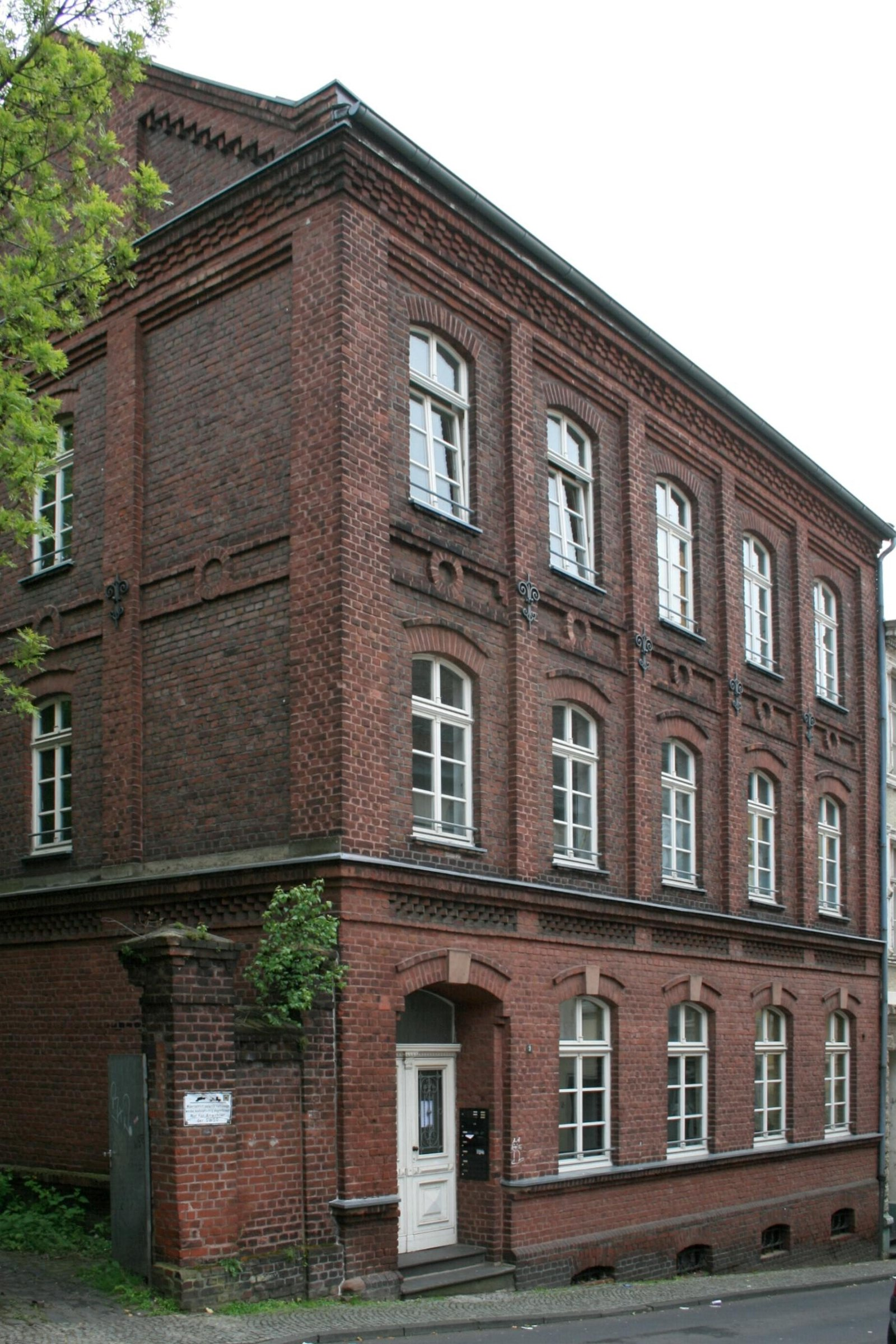
Wohnhaus (2010)

Das Wohnhaus Ludwigstraße 9 befindet sich in Mönchengladbach (Nordrhein-Westfalen) im Stadtteil Gladbach.
Das Gebäude wurde 1890 erbaut. Es wurde unter Nr. L 032 am 7. August 1990 in die Denkmalliste der Stadt Mönchengladbach eingetragen.

## Lage
Die Ludwigstraße mit Haus Nr. 9 liegt in der Nähe der westlichen historischen Stadtmauer. Das kurze Straßenstück ist beidseitig, fast vollständig mit Historismusbauten erhalten geblieben.

## Architektur
Es handelt sich um einen fünfachsigen, dreigeschossigen Ziegelsteinbau mit Hauszugang in der linken Achse unter einem Satteldach. Als für Ort und Zeit typisches Wohnhaus aus städtebaulichen und architekturhistorischen Gründen schützenswert.